# Zielone Serce Przyrodzie
„Zielone Serce Przyrodzie” – honorowe i najwyższe wyróżnienie Stowarzyszenia Liga Ochrony Przyrody.
Według Regulaminu celem przyznania wyróżnienia jest docenienie, wyróżnienie i promowanie postaw wskazujących właściwe podejście do Przyrody i jej ochrony, jako nadrzędnego dobra gwarantującego jej ciągłość i zachowanie w dobrym stanie dla następnych pokoleń (§ 2).
Wyróżnienie przyznaje Zarząd Główny LOP, a wyróżnionym może być osoba fizyczna, osoba prawna bądź instytucja. „Zielone Serce Przyrodzie” zyskało przydomek LOP-owskiego Oscara.
Wyróżnienie otrzymali m.in. Tony Halik, Elżbieta Dzikowska, Stefan Kozłowski, Dominik Fijałkowski, Zbigniew Religa, Maciej Nowicki, Andrzej Bereszyński, Dyrekcja Generalna Lasów Państwowych.